# Symphlebomis
Symphlebomis is een geslacht van vlinders van de familie spinneruilen (Erebidae), uit de onderfamilie Arctiinae.

## Soorten
- S. antipolo Semper, 1898
- S. bicellulata Kaye
- S. palawana Kaye